# Sena la Bougival
Sena la Bougival este o pictură în ulei pe pânză din 1876 a pictorului francez Alfred Sisley și este acum expusă la Metropolitan Museum of Art din New York. Pictura a fost achiziționată în 1992 ca un cadou promis de domnul C. Douglas Dillon.